# 猿渡英矢
猿渡 英矢（えんどう ひでや、1962年5月25日 - ）は、フロムハンド仙台スタジオ ACTION Beauty renaissncs代表。宮城県大河原町出身。

## 経歴
東北学院大学経済学部の卒業論文テーマは「骨格化粧法からの脱却、骨格筋動化粧法～後輩たちへ就職活動に向けて自己演出論～」だった。
小林コーセーのザ・ベストメイキャップ・スクール（美容師養成施設ではない）に入学し、小林照子に出会う。1992年、ザ・ベストメイキャップ・スクールのテクニカルプロデューサーとして参加。ロレアルアレクサンドル・ドゥ・パリのコスメティックディレクターを務め、シーズン毎の指導マニュアル作成。
2011年東日本大震災後、フロムハンド仙台スタジオ ACTION Beauty renaissncs（美容師養成施設ではない）設立。
（美容師養成施設を卒業していなければ、美容師免許は取得していない）